# Nova Guataporanga (kommun)
Nova Guataporanga är en kommun i Brasilien.   Den ligger i delstaten São Paulo, i den södra delen av landet, 700 km sydväst om huvudstaden Brasília. Antalet invånare är 2 178.
Följande samhällen finns i Nova Guataporanga:
- Nova Guataporanga

Trakten runt Nova Guataporanga består i huvudsak av gräsmarker. Runt Nova Guataporanga är det ganska tätbefolkat, med 56 invånare per kvadratkilometer.